# S-adenosil L-homocisteína
La S-adenosil L-homocisteína (SAH) es un derivado de aminoácido que se utiliza en numerosas rutas metabólicas de la mayoría de los organismos. Es un intermediario de la síntesis de la cisteína. La SAH se forma por la desmetilación de S-adenosil metionina (SAM).